# Orovnica
Orovnica és un poble i municipi d'Eslovàquia que es troba a la regió de Banská Bystrica. La primera menció escrita de la vila es remunta al 1209.

## Demografia
| Godina             | 1994 | 2004   | 2014   | 2024   |
| ------------------ | ---- | ------ | ------ | ------ |
| Nombre de persones | 580  | 546    | 567    | 513    |
| Diferència         |      | −5,86% | +3,84% | −9,52% |

| Godina             | 2023 | 2024   |
| ------------------ | ---- | ------ |
| Nombre de persones | 517  | 513    |
| Diferència         |      | −0,77% |